# Nemcovce, Bardejov
Nemcovce este o comună slovacă, aflată în districtul Bardejov din regiunea Prešov. Localitatea se află la altitudinea de 207 m deasupra n.m., se întinde pe o suprafață de 5,46 km2 și în 2017 număra 249 de locuitori.

## Istoric
Localitatea Nemcovce este atestată documentar din 1320.

## Demografie
| An:                | 1994 | 2004   | 2014   | 2024   |
| ------------------ | ---- | ------ | ------ | ------ |
| Număr de persoane: | 266  | 261    | 255    | 252    |
| Diferență:         |      | −1,87% | −2,29% | −1,17% |

| An:                | 2023 | 2024   |
| ------------------ | ---- | ------ |
| Număr de persoane: | 265  | 252    |
| Diferență:         |      | −4,90% |